# Angels Never Die
Angels Never Die es el cuarto álbum de estudio de la cantante alemana Doro. Fue lanzado en febrero de 1993 y producido por Jack Ponti y Vic Pepe. Ambos productores habían trabajado previamente en el sencillo "Hey Stoopid" de Alice Cooper.

## Lista de canciones
1. "Eye On You" - 03:07
2. "Bad Blood" - 04:09
3. "Last Day Of My Life" - 05:33
4. "Born To Bleed" - 04:24
5. "Cryin'" - 03:55
6. "You Ain't Lived (Till You're Loved To Death)" - 04:04
7. "So Alone Together" - 05:41
8. "All I Want" - 03:44
9. "Enough For You" - 05:03
10. "Heaven With You" - 04:49
11. "Don't Go" - 05:53
12. "Alles Ist Gut" - 03:35

## Personal
- Doro - voz
- Jack Ponti - guitarras, producción
- Vic Pepe - guitarras, producción
- Eric Gales - guitarra
- Eugene Gales - guitarra
- Nick Douglas, Matthew Nelson - bajo
- Harold Frazee - teclados
- Joey Franco - batería